# Hymenocallis arenicola
Hymenocallis arenicola är en amaryllisväxtart som beskrevs av Alice Belle Rich Northrop. Hymenocallis arenicola ingår i släktet Hymenocallis och familjen amaryllisväxter. Inga underarter finns listade i Catalogue of Life.